# Gardanne
Gardanne település Franciaországban, Bouches-du-Rhône megyében. Lakosainak száma 21 534 fő (2022. január 1.). Gardanne Aix-en-Provence, Bouc-Bel-Air, Fuveau, Meyreuil, Mimet, Simiane-Collongue és Gréasque községekkel határos.

## Népesség
A település népességének változása:
| Lakosok száma | 12 601 | 15 122 | 17 864 | 21 062 | 19 844 | 19 749 | 20 794 | 21 521 | 21 501 | 21 534 |
|               | 1968   | 1982   | 1990   | 2006   | 2013   | 2015   | 2017   | 2019   | 2020   | 2022   |

## Híres szülöttei
- Daniel Xuereb (1959) olimpiai bajnok és világbajnoki bronzérmes francia labdarúgó